# Thamnoecha uniformis
Thamnoecha là một chi bướm đêm thuộc họ Sphingidae chỉ gồm một loài Thamnoecha uniformis, được tìm thấy ở the Himalaya.
Sải cánh dài 50–54 mm đối với con đực và 53–66 mm đối với con cái. It is similar in colour to Sphinx pinastri và Sphinx caligineus. Con trưởng thành bay từ tháng 3 đến tháng 8.
The larval food plant is thought to be Chir Pine (Pinus roxburghii).